# Felsőrajk
Felsőrajk község Zala vármegyében, a Nagykanizsai járásban, a Zalai-dombságban, a Zalaapáti-hát területén.

## Fekvése
A Principális-csatorna völgyében fekszik, a Nagykanizsa-Zalaegerszeg-Keszthely háromszög közepén, mindegyik várostól körülbelül 25-30 kilométerre, a 7527-es út mentén; utóbbiból itt ágazik ki a Hahótra vezető 7532-es út, ez a 74-es főúttal is összekapcsolja a települést.
A község az egykori Kanizsa vizének nevezett mocsaras, ingoványos területre épült, amely a Principális-csatorna megépítésével vált teljesen lakhatóvá. A Felsőrajk keleti részén lévő dombvonulat – az Öreghegy – kiválóan alkalmas növénytermesztésre, valamint szőlőtermelésre. A természet érintetlensége (a környező hegyek, dombok, lankák természeti csodái) sok, még ki nem használt lehetőséget nyújt az itt élőknek, többek között a természetjárás, túrázás, kirándulás örömeinek is hódolhatnak.
A szomszédos településen, a Felsőrajktól 3 kilométerre nyugatra fekvő Pötrétén tőzegkitermelés folyik, az ilyen műveletekkel érintett területek a későbbiek során vízzel telnek fel, és jó lehetőséget kínálnak a horgászat szerelmeseinek.
A település közigazgatási területén áthalad a Szombathely–Nagykanizsa-vasútvonal, amelynek állomása is van itt.

## Története
Felsőrajk és környéke már a honfoglalás előtti időkben is lakott hely volt. Az itt végzett ásatások során egy avar kori temető is feltárásra került.
A település neve 1019-ben a zalavári apátság alapító okiratában tűnt fel először, ahol neve Rayk alakban  olvasható, majd ugyancsak a zalavári apátság oklevele tünteti fel nevét 1483-ban, amelyben neve már a mait tükröző Felsew Rayk formában bukkant fel.
A Rajk elnevezés egy szláv személynévből vált magyar névvé, majd minden képző nélkül helységnévvé. A falu Rajk nevét viselő család a 12. századtól a 19. századig élt itt és volt a település birtokosa.
A faluban épült fel az ország első Szent Erzsébet-temploma közvetlenül a tatárjárás után, azonban a fából készült épület később elpusztult.
A 16. században végvár is épült itt, romjai máig megtalálhatók a településen, a vár helyét ma is Várhelynek nevezik.
A csatorna megépítéséig a község több elkülönített mocsárszigetből állt, a mocsáron át való nehéz megközelítése miatt a település nagy katonai jelentőséggel bírt.
A falu népessége hagyományosan állattenyésztéssel és növénytermesztéssel foglalkozott.

## Közélete

### Polgármesterei
- 1990–1994: Sabján Tibor (független)[4]
- 1994–1998: Vigh László (független)[5]
- 1998–2002: Vigh László (független)[6]
- 2002–2006: Vigh László Győző (független)[7]
- 2006–2010: Vigh László Győző (független)[8]
- 2010–2014: Czémán László (független)[9]
- 2014–2019: Czémán László (független)[10]
- 2019–2024: Zsuppánné Horváth Mária (független)[11]
- 2024– : Zsuppánné Horváth Mária (független)[1]

## Népesség
A település népességének változása:
| Lakosok száma | 762  | 761  | 739  | 756  | 733  | 763  | 765  |
|               | 2013 | 2014 | 2015 | 2021 | 2022 | 2023 | 2024 |

A 2011-es népszámlálás idején a nemzetiségi megoszlás a következő volt: magyar 98%, cigány 1,4%, német 3,56%. A lakosok 81,8%-a római katolikusnak, 1,7% reformátusnak, 0,4% evangélikusnak, 1,3% felekezeten kívülinek vallotta magát (13,7% nem nyilatkozott).
2022-ben a lakosság 90,6%-a vallotta magát magyarnak, 3,5% németnek, 1,2% cigánynak, 0,1-0,1% szerbnek, örménynek és románnak, 1,2% egyéb, nem hazai nemzetiségűnek (7,8% nem nyilatkozott; a kettős identitások miatt a végösszeg nagyobb lehet 100%-nál). Vallásuk szerint 58,1% volt római katolikus, 1,2% református, 0,8% evangélikus, 0,1% görög katolikus, 1,2% egyéb keresztény, 1% egyéb katolikus, 9,1% felekezeten kívüli (28,4% nem válaszolt).

## Nevezetességei
- Öttornyú vár
- Szent Anna templom

## Külső hivatkozások
- Felsőrajk honlapja